# Калушары
Калушары, или русалии (рум. căluşari; болг. калушари, русалии; макед. русалии) — члены балканских тайных обществ и братств, практиковавшие ритуальные акробатические танцы, называемые в Румынии и Молдове кэлуш или кэлушар (рум. căluş, căluşar), в Болгарии русалии, в Сербии русалье.

## История
Существует несколько гипотез о происхождении танцев. Согласно одной из них, танец возник на основе древних, возможно ещё праиндоевропейских ритуалов. Об этом говорит схожесть кэлуша с английским моррисом, где участники также украшают свою одежду ленточками и колокольчиками и размахивают палками или мечами, а также его тесная связь со старинными сельскохозяйственными праздниками и традициями обрядового ряжения (в танцах часто присутствуют ряженые в животных, мужчины, переодетые женщинами и др. фольклорные персонажи).

## В Румынии и Молдавии
По словам религиоведа Мирчи Элиаде, калушары были известны своей способностью создавать впечатление полёта в воздухе, который, как они полагали, представляет бег лошадей и танцы фей (zine). Покровительницей кэлушарий была «Королева фей» (Doamna Zinelor), также известная как Иродиада и Арада, которую Элиаде связывал с фольклорной фигурой Дианы.
Дмитрий Кантемир в своём «Описании Молдавии» (1714) писал:

…Кроме таких танцев, во время празднеств существуют ещё другие, связанные с суевериями, которые должны составляться из семи, девяти, одиннадцати и вообще нечётного числа танцующих. Эти танцоры называются кэлушари. Собираются они один раз в год, одевшись в женские платья, на головы надевают венки, сплетённые из листьев полыни и украшенные другими цветами, и, чтобы их нельзя было узнать, говорят женскими голосами и накрывают лицо белым платком. Держат в руках обнажённые мечи, которыми могут пронзить любого простого смертного, если он осмелится снять покрывало с их лица. Это право даёт им древний обычай, так что никто не может быть обвинён за это в убийстве человека. Предводитель такой группы танцоров называется старица, его помощник — примицерий. На обязанности последнего лежит спрашивать у старицы, какой танец он собирается начать, и незаметно сообщить об этом остальным танцорам, чтобы народ не узнал названия пляски до того, как увидит её собственными глазами, так как у них имеется более ста музыкальных мотивов, по которым составлены танцы. Некоторые из них настолько мастерски исполняются, что плясуны едва касаются земли и как будто летают по воздуху. Танцуя и прыгая так, они обходят города и села в непрерывных плясках в течение десяти дней между Вознесением Господним и Святой Троицей…

## В Болгарии
Русалийские обряды характерны для северной Болгарии и совершаются во время «Русалской недели», которая начинается с Троицы. По болгарским поверьям в это время наступает пора самодив и русалок. Они нисходят в этот мир в Вознесеньев день и их появление предвещает богатый урожай. В то же время, самодивы и русалки могут жестоко мстить тем, кто их разгневает. Считалось, что если человек окажется у родника, где умываются русалки, прервёт их трапезу или помешает их танцам на поляне, то русалки нашлют на него тяжелую болезнь, от которой человек впадает в обморок, резко ослабевает, а порой и умирает.
Такого человека, заболевшего «русалской болезнью» могла вылечить лишь особая группа людей — русалии или калушары. Они объезжали села, выполняя обрядовые танцы для здоровья и плодородия, наподобие ряженых и лазарок, и обладали силой прогнать поселившихся в домах и людях злых духов. Лечебные обряды выполняла группа мужчин-русалий из 7, 9 или 11 (чаще всего семи) человек, которых возглавлял ватафин. Ватафин проводил тщательный подбор участников обряда: они должны были быть здоровыми и выносливыми, уметь хорошо танцевать, хранить тайну, быть добрыми и честными. Перед посвящением кандидаты в русалии проходили обучение, потом соблюдали пост на определенный срок, давали присягу и лишь после этого проходили специальную церемонию посвящения, которая предоставляла им право совершать обряд. Обычно эти умения предавались от отца сыну и хранились в строгой тайне.
На протяжении всей Русальской недели, русалии находились постоянно вместе, ночевали вне дома, ни с кем не разговаривали, не крестились и в воду не заходили. Русалии не имели каких-нибудь особых нарядов, но носили некоторые атрибуты, связывавшие их с древними шаманами: в руках держали пёстрые посохи, в которых хранили самодивские (русальские) целебные травы. Венок из этих трав был и на колпаках русалиев. На ногах и на посохе у них были привязаны бубенчики и колокольчики. Группа русалиев имела и белое льняное знамя, освящённое на специальном ритуале, к которому также были привязаны букетики целебных трав. Предводитель русалиев для исцеления также носил горшок с водой и травами, миску с уксусом и чесноком. Для контакта с «потусторонним» миром исполнялась особая музыка, для этого вместе с группой русалиев всегда ходили два музыканта — один играл на большом ударном инструменте — тупане, а другой — на духовом: кавале, гайде (волынке), зурне, кларнете или дудочке.
Для исцеления больной ложился на землю, на домотканую дорожку или коврик, рядом ставили горшок с целебными травами. Русалии начинали в танце кружиться вокруг него, предводитель стоял и руководил дружиной, держа в руках знамя и миску. Сначала танец был медленным, но постепенно движения русалием скорялись и танцоры впадали в особое состояние, близкое к трансу. По знаку, поданному их предводителем, они поднимали дорожку с больным и начинали трясти. Затем клали больного обратно на землю и начинали перескакивать через него, после чего ватафин натирал больного уксусом, давал ему пить из миски и окроплял его водой из горшка. Музыканты начинали играть «Флоричикату» — специальную русалийскую мелодию, а ватафин ударял своим посохом по горшку, разбивая его и обрызгивая присутствующих чудодейственной водой. В тот момент больной должен был вскочить на ноги и побежать, что являлось знаком его выздоровления. Также убегала и дружина русалиев, за исключением одного или двух мужчин, которые падали в обморок, как будто бы они приняли на себя болезнь. Вскоре дружина возвращалась, чтобы срочно привести их в чувство, потому что считалось, что если это быстро не произойдет, то они могут остыть и умереть. Это продолжалось до тех пор, пока упавшие в обморок русалии не приходили в сознание и обряд считался завершённым.